# Писково (селище)
Писково — археологический памятник, славянское древнерусское селище племени вятичей периода XI — XIII веков. Расположено к югу от одноимённой деревни на левом берегу реки Незнайки, левого притока Десны. Занимает восточную приречную часть мыса, частично разрушено. Размеры сохранившейся части — 8×50 квадратных метров, на высоте 4 метров над рекой.
Писково исследовалось археологической экспедицией под руководством А. К. Станюковича. Всего было исследовано около 120 квадратных метров. Культурный слой составляет от 0,4 до 0,6 метра. Во время раскопок археологами были найдены керамика преимущественно XII—XIII веков, железные наконечники стрел, кованые гвозди, втульчатое орудие, серебряные бронзовые семилопастные височные кольца, перстни, подвески-бубенчики, сердоликовая бипирамидальная бусина, глиняное грузило для сети, тигли, льячки, фрагменты сопел от плавильных горнов, железные крицы, фрагментированные бронзовые и железные предметы, предположительно предназначавшиеся для переплавки, железные и медные шлаки, куски руды и т. д.
Археологами были выявлены подпольные ямы наземных построек, двухкамерная углублённая в материк постройка, с которой связаны находки изделий из цветных металлов и железа, остатки сыродутного горна, глинобитной печи и небольшой постройки, где хранилось сырьё для переплавки и перековки.
Предметы из селища находятся в коллекции Московского исторического музея.